# Puzzle Bobble 4
Puzzle Bobble 4 (パズルボブル4?, Pazuru Boburu 4), conosciuto come Bust-a-Move 4 nel Nord America ed in Europa, è il terzo sequel del videogioco Puzzle Bobble pubblicato nel 1997, in seguito al grande successo di Puzzle Bobble 3. Fu il penultimo capitolo della serie ad essere distribuito per arcade, PlayStation e Sega Dreamcast, ma anche l'ultimo ad essere simile all'originale.

## Trama
Sul pianeta Bubbleluna vivono i due gemelli Bub e Bob. Un giorno, il Sole non riesce a salire perché la Fata della Notte, Cleon, ha rubato la sorgente di luce conosciuta come Arcobaleno per Madame Luna. Quest'ultima divide l'arcobaleno in sette bolle di luce. I due devono trovare le bolle e far ritornare la luce per riportare la pace sul loro pianeta.

## Modalità di gioco

### Cambiamenti
Composto da 640 livelli, Puzzle Bobble 4 introduce due nuove caratteristiche alla serie: il sistema a carrucola e le reazioni a catena. La prima consiste nella presenza di due gruppi di bolle una vicina all'altra posizionate entrambe su una carrucola. Facendole scoppiare da un lato, questo diventerà più leggero. L'altro invece subirà un appesantimento perciò il giocatore dovrà stare attento a non far aumentare ancora lo squilibrio perché altrimenti perderà la partita.
La seconda è presente solamente nelle modalità "1Player vs Computer" e "Player vs Player": quando una bolla viene spostata in un altro posto della tavola questo causerà lo scoppio di altre bolle. Se il giocatore continuerà a farle scoppiare, continueranno le azioni a catena.

### Lista delle modalità
- "Puzzle Game" - Consiste in una serie di livelli intitolati con le lettere dell'alfabeto dalla A alla Z, e i seguenti sono disposti ramificati in un triangolo. Per procedere al livello B oppure a quello C, il giocatore dovrà obbligatoriamente completare il primo (A). Si continuerà in questo modo finché ci saranno possibilità prima di completarlo per intero.
- "Story Puzzle" - Consiste in un fondale con multiple carte dei tarocchi sovrapposte. L'obiettivo è completare ognuno dei livelli di tali carte, ogni carta è un gruppo di "round" che dovranno essere superati. Delle nuove verranno mostrate dopo aver completato ogni livello di una carta.
- "Story Versus" - Essa vede Bub nella sua avventura di riprendere le sette bolle di luce per riportare la pace nelle terre in cui abita. Deve affrontare ogni personaggio principale e sconfiggerli per andare avanti nel suo cammino. Dopo aver sconfitto i suoi rivali, Bub si troverà ad affrontare Madame Luna che poi rivelerà Drunk, l'antagonista principale della serie.
- "Win Contest" - È un semplice torneo dove il giocatore deve affrontare e sconfiggere più rivali possibili. Più personaggi verranno sconfitti, più saranno le immagini che si sbloccheranno del proprio in uso. sarà inoltre possibile incontrare nuovi personaggi che non compaiono in altre modalità, perché una volta sconfitti potranno essere utilizzati.
- "Player vs Player" - Come dice il nome è una semplice sfida competitiva multigiocatore.
- "Challenge Mode" - Servirà per dare una grado alle abilità del giocatore. I gradi sono "10th Class", "1st Class", "1st Honor" ed "Expert".
- "Edit Mode" - Presente solo nelle versioni per console, permette ai giocatori di creare la propria mappa. Possono essere create e giocate per un massimo di venticinque mappe, e una volta che verranno completate verrà mostrato un finale.

## Personaggi
Nelle modalità per un giocatore, non vi sono differenze tra i personaggi. Tuttavia in quelle per due giocatori, si distinguono fra loro per le abilità che permettono di fare diverse combinazioni di bolle.
- Bub (バブルン?, Baburun, lett. "Bubblun" nell'edizione giapponese) e Bob (ボブルン?, Boburun, lett. "Bobblun" nell'edizione giapponese) - Sono i protagonisti della serie, ed entrambi sono draghetti antropomorfi. Bub (di colore verde) è conosciuto per essere quello più energetico, mentre Bob (di colore blu) è conosciuto per essere il più calmo fra i due. Anche se sono entrambi degli eroi, Bub è più conosciuto come tale.
- Alkanet (アルカネット?, Arukanetto) - È una principessa del pianeta Freeze. È il secondo personaggio da sconfiggere nella modalità "Story Versus".
- Marino (マリーノ?, Marīno) - È il figlio della Regina Naleto del pianeta Wavy. È un tritone con i capelli verdi che possiede un tridente.
- Kurol (クルル?, Kururu) - È un bambino piccolo del pianeta Grrrrmm, vestito con sempre un costume verde (oppure rosa) di una rana.
- Tam Tam (タムタム?, Tamutamu) - È un grande totem protettore del pianeta Navajo. Durante il suo viaggio viene accompagnato da due bambini indiani.
- Cleon (クリオン?, Kurion) - È la Fata della Notte. È maliziosa ed è stata colei che rubò l'Arcobaleno per Madame Luna. Nasconde dentro di sé il desiderio di rivoltarsi contro il suo maestro.
- G (Ｇ?, Jī) - È un uomo anziano che vive sul pianeta Ordeaux. Durante il gioco si differenzia dal fatto che tossisce spesso.
- Bramb (ブラム?, Buramu) - È un folle sacerdote del pianeta Marzuk.
- Develon (デビルン?, Debirun, lett. "Devilun" nell'edizione giapponese) - È l'arcirivale di Bub che assomiglia fisicamente a quest'ultimo, tranne per il colore nero della pelle per le ali. Vive sul pianeta Diable.
- Gigant (ギガント?, Giganto) - È un robot guardiano il cui corpo è costituito interamente da un'armatura. Proviene dal pianeta Gothic.
- Madame Luna (マダム・ルナ?, Madamu Runa) - È una luna robotica nonché colei che ha ordinato a Cleon di rubare l'Arcobaleno per far scendere la notte sulla terra di Bubbleluna con lo scopo di autoproclamarsi la Conquistatrice della Notte. Una volta sconfitta nella modalità "Story Versus", si scopre che un travestimento di Dreg.
- Dreg (ドランク?, Doranku, lett. "Drunk" nell'edizione giapponese) - È un piccolo mago che in passato trasformò Bub e Bob in Draghi Sparabolle. Veste una tunica verde e porta con sé uno scettro magico. È presente nella maggior parte dei giochi della serie, dove spesso compare come l'antagonista principale che dovrà essere affrontato solo dopo aver sconfitto uno dei suoi travestimenti, in questo caso Madame Luna. In questo gioco è in grado di sputare fuoco dalla bocca dopo aver bevuto una pozione speciale.

Nelle versioni per console casalinghe sono stati inoltre inseriti i seguenti personaggi, già apparsi in precedenza in Puzzle Bobble 2 e tutti sbloccabili una volta sconfitti nella "Win Contest".
- Monsta (もんすた?, Monsuta) - Una creatura liquida dall'aspetto di una balena di colore viola con una lunga lingua.
- Packy (パッキー?, Pakkī) - Un gatto robot di colore verde.
- Woolen (うーるん?, Ūrun) - Una creatura rosa per metà ragazza e per metà pecora.
- Maita (まいた?, Maita) - Un fantasma che veste una tunica bianca.

## Accoglienza

### Critica
In Giappone, Game Machine ha elencato Puzzle Bobble 4 nel numero del 1º aprile 1998 come l'ottavo gioco arcade di maggior successo del mese. Come Puzzle Bobble 2, PC Zone ha sconsigliato la versione per Windows per le sue scarse prestazioni su PC a bassa risoluzione e meno recenti, ottenendo un punteggio del 30%.

### Promozione
Il gioco è stato presentato all'AOU Amusement Expo del febbraio 1998 in Giappone.